# محاصره موجی
محاصره موجی (به ژاپنی: 門司城の戦い, Moji-jō no tatakai) نبردی بود که در دوره سنگوکو در ژاپن رخ داده است.